# スラムダンク テーマソング集
『スラムダンク テーマソング集』（-しゅう）は、日本のオムニバスアルバムである。1996年3月20日発売。

## 概要
- アニメ『スラムダンク』の主題歌を集めたコンピレーションCD。アニメ全話放送終了後にリリースされた。
- 一時期生産中止になっていた為に入手不可が続いていたが、2007年頃から再プレスが行われ入手しやすい状況になった。

## 収録曲
1. 君が好きだと叫びたい / BAAD
  - 作詞：山田恭二 作曲：多々納好夫 編曲：明石昌夫

第1期オープニングテーマ
2. あなただけ見つめてる / 大黒摩季
  - 作詞・作曲：大黒摩季 編曲：葉山たけし

第1期エンディングテーマ
3. 世界が終るまでは… / WANDS
  - 作詞：上杉昇 作曲：織田哲郎 編曲：葉山たけし

第2期エンディングテーマ
4. 煌めく瞬間に捕われて / MANISH
  - 作詞：高橋美鈴・川島だりあ 作曲：川島だりあ 編曲：明石昌夫

第3期エンディングテーマ
5. ぜったいに 誰も / ZYYG
  - 作詞：高山征輝 作曲：織田哲郎 編曲：ZYYG

第2期オープニングテーマ
6. マイ フレンド / ZARD
  - 作詞：坂井泉水　作曲：織田哲郎　編曲：葉山たけし

第4期エンディングテーマ